# Tong, West Yorkshire
För andra betydelser, se Tong.
Tong är en ort och ward i unparished area Bradford, i distriktet Bradford, i grevskapet West Yorkshire, i England. Tong har cirka 14 000 invånare och ligger öster om Bradford. Civil parish hade 5 849 invånare år 1951. Byn nämndes i Domedagsboken (Domesday Book) år 1086, och kallades då Tuinc.